# Séveraisse
De Séveraisse is een rivier in het Zuid-Franse departement Hautes-Alpes. Ze heeft haar bron in het Massif des Ecrins bij het dalhoofd onderaan de berg Sirac. Ze stroomt door de vallei Valgaudemar vooraleer bij La Trinité (in de buurt van St-Firmin en Chauffayer) in de Drac uit te monden. Ze wordt vaak gebruikt voor activiteiten zoals onder andere kajakken.
De Séveraisse wordt gevoed door verschillende beken (waarvan de belangrijkste die van Navette is). Een groot deel van deze beken zijn stortbeken zoals die van Gioberney en Prentiq. In het laatste deel van de vallei wordt een deel van het water van de Séveraisse afgeleid naar twee irrigatiekanalen. Het Canal des Herbeys leidt water via de zuidelijke valleiflank naar Saint-Jacques-en-Valgodemard en Chauffayer. Het Canal de St-Firmin stroomt naar het lagere deel van het dorp Saint-Firmin.

## Trivia
In een naburige parallelle vallei ten zuiden van de Valgaudémar stroomt de Séveraissette (kleine Séveraisse) door de vallei van Molines en Champsaur. Ook deze rivier mondt uit in de Drac.